# Гурий (Егоров)
Митрополи́т Гу́рий (в миру Вячесла́в Миха́йлович Его́ров; 1 [13] июля 1891, село Опеченский Посад, Боровичский уезд, Новгородская губерния — 12 июля 1965, Симферополь) — епископ Русской православной церкви, митрополит Симферопольский и Крымский, брат священномученика архимандрита Льва (Егорова).

## Семья, образование, война
Родился в мещанской семье, отец был владельцем артели петербургских ломовых извозчиков. В семье было пятеро детей, в том числе Николай (будущий профессор теоретической механики в Технологическом институте в Петербурге), Леонид (будущий архимандрит Лев Егоров), Вера, Василий. Родители рано умерли, дети воспитывались у дяди, который работал в управлении Ново-Александровского рынка.
В 1911 году окончил Санкт-Петербургское Петровское коммерческое училище с званием кандидата коммерческих наук. Отказался от выгодных карьерных предложений, желая принять монашество. Поехал в Оптину пустынь к старцу иеросхимонаху Анатолию, а затем посетил известного протоиерея Егора Коссова. Эти встречи утвердили его в стремлении стать монахом и священником.
В 1912 году поступил в Санкт-Петербургскую духовную академию. В 1914—1915 годах, прервав обучение, служил на фронте братом милосердия, заболел туберкулёзом лёгких и после лечения вернулся в академию.
4 декабря 1915 года пострижен в монашество и 6 декабря рукоположён во иеромонаха. В 1917 году окончил Петроградскую духовную академию со степенью кандидата богословия.

## Александро-Невское братство
Получив священный сан, отец Гурий развил очень энергичную пастырскую деятельность. Ему было поручено священнослужение (по воскресеньям и праздничным дням) в женском монастыре, находящемся в Лужском уезде, близ ст. Плюсса, сравнительно недалеко от Петрограда. Ко времени посвящения о. Гурия уже имел священный сан его брат Леонид, также постригшийся в монахи с именем Лев. К двум отцам — Льву и Гурию — присоединился иеромонах Иннокентий (Тихонов), получивший архиерейский сан. Братья Егоровы (так скоро стали называть в народе отцов Льва и Гурия) развили вместе с о. Иннокентием интенсивную миссионерскую деятельность.
Они «пошли в народ», то есть обратились преимущественно к рабочим и к самому бедному, деклассированному и злоупотребляющему алкоголем люду. Местом их деятельности стал теперешний Лиговский проспект. Там братья сняли комнату и проводили в ней беседы для народа — рассказывали те или иные события из Священной истории, сопровождая это показом диапозитивов, вели беседы о жизни, преимущественно выступая против алкоголизма. Отец Иннокентий любил разъяснять богослужение. Естественно, что к этому дому примкнули активисты, которые стали называть себя «Братством святого Александра Невского», в котором, впрочем, не было организационных форм. Каждый близкий к деятельности «братьев Егоровых» мог назвать себя членом этого братства.
После окончания академии был принят в братию Александро-Невской Лавры.
С 1922 года — архимандрит; настоятель Крестовой митрополичьей церкви.

## Аресты и ссылки
1 июня 1922 года был арестован. 4 января 1923 года осуждён к трем годам ссылки в Туркмению. С декабря 1923 года по апрель 1924 года находился в селении Арчиньян Каахкинского района.
Вернувшись в Ленинград в 1925 году, отец Гурий был назначен настоятелем киновии Александро-Невской Лавры, расположенной на правом берегу Невы (1925—1926).
С 1926 года — настоятель Успенской церкви Киевского подворья. Вокруг него, его брата Льва и о. Варлаама (Сацердотского) снова группировались верующие из Александро-Невского братства.
Также с 1926 года архимандрит Гурий стал заведующим Богословско-псалтырским училищем. За эту педагогическую деятельность его арестовали 27 мая 1927 года. В тюрьме он находился до ноября, затем его выпустили.
24 декабря 1928 года снова арестован. Приговорен 22 июля 1929 года к заключению в лагерь сроком на 5 лет. Отбывал свой срок в Беломоро-балтийском лагере («БелБалтЛаг») на строительстве Беломорканала, первоначально в Кеми, затем в Медвежьегорске. С 1930 года — на станции Кузема Мурманской железной дороги. Вначале был лесорубом, затем, как человек, знающий бухгалтерию, был переведен в контору, работал бухгалтером и кассиром.

## Жизнь в Средней Азии
После освобождения жил у родственников в Ташкенте и Фергане. Служил литургию в домашних условиях по благословению митрополита Арсения (Стадницкого). Вокруг него создалась небольшая община, в которую входил, в частности, будущий митрополит Иоанн (Вендланд), которого архимандрит Гурий постриг в монашество. С замещением в 1944 году Ташкентской кафедры, вдовствовавшей после ареста в июле 1937 года архиепископа Бориса (Шипулина), служил открыто. В 1944 году стал настоятелем Покровского собора Самарканда, исполнял обязанности секретаря епархиального управления.

## Наместник Лавры
С 1945 года — почётный настоятель Ильинской церкви в Загорске (ныне Сергиев Посад). В этот период написал работу «Патриарх Сергий как богослов», позднее опубликованную в книге «Патриарх Сергий и его духовное наследство» (М., 1947).
В 1945—1946 годах — наместник вновь открытой Троице-Сергиевой лавры, первое богослужение в которой состоялось 21 апреля 1946 года. На этом посту активно восстанавливал монашеские традиции.

## Архиерей
22 августа 1946 года в зале заседаний Священного синода было совершено наречение архимандрита Гурия во епископа Ташкентского и Средне-Азиатского. Чин наречения совершали Патриарх Московский и всея Руси Алексий I, митрополит Крутицкий Николай и епископ Можайский Макарий (Даев).
25 августа 1946 года хиротонисан в московском Богоявленском соборе во епископа Ташкентского и Средне-Азиатского. Хиротонию совершили патриарх Алексий I, митрополит Ленинградский Григорий, епископ Калужский и Боровский Онисифор (Пономарёв) и епископ Ужгородский и Мукачевский Нестор (Сидорук).
В условиях, когда большинство духовенства Средне-Азиатской епархии вышло из обновленческой среды, многие годы епископу Гурию пришлось преодолевать обновленческое прошлое своей епархии, он вынужден был прибегать к запрещениям священников, продолжавших, как и во времена обновленчества, жить безнравственным образом.
Участвовал в Совещании глав и представителей православных церквей в связи с празднованием 500-летия автокефалии Русской православной церкви в 1948 году, где выступил с содокладом на тему «Отношение Православной церкви к англиканской иерархии». Был противником экуменизма и западного влияния на Русскую церковь.
В период его архиерейства в епархии служили многие известные священники — Иоанн (Вендланд), будущий епископ Стефан (Никитин), протоиерей (затем архимандрит) Борис (Холчев) и др. Число храмов за время его управления епархией возросло с 16 до 66.
25 февраля 1952 года возведён в сан архиепископа.
С 26 января 1953 года — архиепископ Саратовский и Сталинградский.
8 февраля 1954 года решением Священного синода в связи с образованием Балашовской области архиепископу Саратовскому именоваться Саратовским и Балашовским.
С 31 мая 1954 года — архиепископ Черниговский и Нежинский.
С 19 октября 1955 года — архиепископ Днепропетровский и Запорожский.
С 21 мая 1959 года — митрополит Минский и Белорусский.
С 19 сентября 1960 года — митрополит Ленинградский и Ладожский.
В этот период был уже серьёзно болен, не мог противостоять антицерковной кампании, инициированной Никитой Хрущёвым. Попросил перевести его в более спокойную епархию, отказавшись — единственный раз в русской церковной истории — от должности постоянного члена Священного синода по кафедре.
С 14 ноября 1961 года — митрополит Симферопольский и Крымский. Одновременно управлял Днепропетровской епархией. Несмотря на болезнь, часто совершал богослужения.
Последние годы жизни провёл в Крыму, в доме, купленном им в 1956 году в городе Алуште, на улице Береговой, на берегу реки Улу-Узень.
Скончался 12 июля 1965 года. Отпевание возглавил митрополит Иоанн (бывший Пражский). Погребён 15 июля на Первом Симферопольском кладбище рядом с могилой архиепископа Луки (Войно-Ясенецкого).

## Публикации
- Патриарх Сергий, как богослов // Сборник «Патриарх Сергий и его духовное наследство». Москва, 1947. — C. 99-134.
- Отношение Православной Церкви к англиканской хиротонии // Совещание, 1948. Деяния. — Т. 2. — С. 241—249.
- Литературные труды Патриарха Сергия // Журнал Московской Патриархии. М., 1954. — № 5. — С. 24-31; № 7. — С. 42-47.
- Из литературного наследства Святейшего Патриарха Сергия («Воскресение Христово в отличие от воскресения Лазаря») // Журнал Московской Патриархии. М., 1964. — № 5. — С. 73-75.